# فنسنت إم. فينلي
فنسنت إم. فينلي (بالإنجليزية: Vincent M. Fennelly)‏ هو منتج أفلام أمريكي، ولد في 5 يوليو 1920 في بروكلين في الولايات المتحدة، وتوفي في 4 ديسمبر 2000 في شاطئ نيوبورت في الولايات المتحدة.

## وصلات خارجية
- فنسنت إم. فينلي على موقع IMDb (الإنجليزية)
- فنسنت إم. فينلي على موقع قاعدة بيانات الفيلم (الإنجليزية)